# Теория на фирмата
Теория на фирмата се състои от известен брой икономически теории, които описват природата на фирмата, компанията и корпорацията, включително нейното съществуване, поведение и нейното отношение към пазара.
Теория на фирмата се стреми да отговори на следните въпроси:
1. Съществуване – защо възниква тази фирма?
2. Граници – защо границите между фирмата и пазара са локализирани точно на определено място? Кои трансакции са извършвани вътрешно и коги договаряни на пазара?
3. Организация – защо фирмата е структурирана по точно определен начин? Какво е взаимодействието чмежду формалните и неформалните отношения?
4. Хетерогенност на фирмените действия/представяне – кое подтиква различните действия и различното представяне на фирмата?